# ストレートに好きと言おう
「ストレートに好きと言おう」（ストレートにすきといおう）は、日本の女性歌手広瀬香美が2013年12月20日にリリースした配信限定シングル。

## 解説
- 前回の「Love again」に続き、今季のアルペン・スポーツデポCMソングは「ストレートに好きと言おう」が使用されている。
- 「きれいになったら」は、湘南美容外科TVCMソング。
- 「サラダだだサラダガール」はリケンのノンオイル タイアップソング。3曲同時タイアップとなった。

## 収録曲
作詞・作曲：広瀬香美
1. ストレートに好きと言おう (5:32)
  - 編曲：tasuku
  - アルペン「SPORTS DEPO」CMソング。
2. きれいになったら (4:03)
  - 編曲：樺山潤一郎
  - 湘南美容外科CMソング。
3. サラダだだサラダガール (4:38)
  - 編曲：樺山潤一郎
  - リケン「リケンのノンオイル」タイアップソング。